# Bernardo Matić
Bernardo Matić (Signo, 27 luglio 1994) è un calciatore croato, difensore del Kisvárda.

## Biografia
Anche suo fratello minore Mislav è un calciatore.

## Carriera

### Club
L'11 luglio 2017 viene acquistato a titolo definitivo dalla squadra bosniaca dello Široki Brijeg.
L'11 ottobre 2020 firma per il Racing Santander. A fine stagione lascia il club spagnolo per fare ritorno in patria accasandosi all'Istria 1961.

### Nazionale
Ha giocato nelle nazionali giovanili croate Under-19 ed Under-21.

## Statistiche

### Cronologia presenze e reti in nazionale
| Cronologia completa delle presenze e delle reti in nazionale ― Croazia under 21 | Cronologia completa delle presenze e delle reti in nazionale ― Croazia under 21 | Cronologia completa delle presenze e delle reti in nazionale ― Croazia under 21 | Cronologia completa delle presenze e delle reti in nazionale ― Croazia under 21 | Cronologia completa delle presenze e delle reti in nazionale ― Croazia under 21 | Cronologia completa delle presenze e delle reti in nazionale ― Croazia under 21 | Cronologia completa delle presenze e delle reti in nazionale ― Croazia under 21 | Cronologia completa delle presenze e delle reti in nazionale ― Croazia under 21 |
| Data                                                                            | Città                                                                           | In casa                                                                         | Risultato                                                                       | Ospiti                                                                          | Competizione                                                                    | Reti                                                                            | Note                                                                            |
| ------------------------------------------------------------------------------- | ------------------------------------------------------------------------------- | ------------------------------------------------------------------------------- | ------------------------------------------------------------------------------- | ------------------------------------------------------------------------------- | ------------------------------------------------------------------------------- | ------------------------------------------------------------------------------- | ------------------------------------------------------------------------------- |
| 12-10-2015                                                                      | Zaprešić                                                                        | Croazia under 21                                                                | 3 – 4                                                                           | Russia under 21                                                                 | Amichevole                                                                      | -                                                                               | 85’                                                                             |
| Totale                                                                          |                                                                                 | Presenze                                                                        | 1                                                                               |                                                                                 | Reti                                                                            | 0                                                                               |                                                                                 |

## Palmarès

### Club

#### Competizioni nazionali
- Nemzeti Bajnokság II: 1

Kisvárda: 2024-2025